# 錢宰
錢宰（1302年—1397年），字子予，一字伯均，江浙會稽（今浙江）人，元末明初政治人物，進士出身。

## 生平
吴越武肃王十四世孙。弱冠有文名，元至正十一年（1351年）登辛卯科左榜进士。明洪武二年（1369年）徵為國子監助教，後進為博士。曾編輯《孟子節文》，異常勞苦，公餘之暇感慨吟詩：“四鼓咚咚起著衣，午門朝見尚嫌遲，何時得遂田園樂，睡到人間飯熟時。”次日錢宰上朝，洪武帝一見他便說：“昨日好詩，然曷嘗嫌汝？何不用憂字？”錢宰嚇得磕頭謝罪。洪武十年（1377年）归休。洪武二十七年（1394年）洪武帝觀蔡沈的《书传》，象緯運行，與朱熹的《詩傳》相悖，於是召天下宿儒訂正。兵部尚书唐铎推薦錢宰及致仕編修張美和、致仕國子監助教靳觀等人。書成，賜名《書傳會選》，頒行天下，厚赐驰驿归。

## 著作
著有《临安集》六卷等。